# Биби и Тина
Биби и Тина немачка је анимирана серија премијерно приказивана од 2004. до 2017. године. Серија прати авантуре младе Биби Блоксберг која одлучује да проведе распуст на фарми породице Мартин. Серија је наставак такође анимиране серије Биби Блоксберг.

## Емитовање и синхронизација
У Србији је серија премијерно приказивана од 2008. до 2018. године на Минимакс ТВ. Прву сезону је 2008. синхронизовао студио Суперсоник, а остале сезоне је од 2013. до 2018. синхронизовао студио Студио. Нема ДВД издања.

## Епизоде
| Сезона | Сезона | Епизоде | Премијерно приказивање (Немачка) | Премијерно приказивање (Немачка) | Премијерно приказивање (Србија) | Премијерно приказивање (Србија) |
| Сезона | Сезона | Епизоде | Прва епизода                     | Последња епизода                 | Прва епизода                    | Последња епизода                |
| ------ | ------ | ------- | -------------------------------- | -------------------------------- | ------------------------------- | ------------------------------- |
|        | 1      | 13      | 3. јул 2004.                     | 18. април 2007.                  | 2008.                           | 2008.                           |
|        | 2      | 13      | 29. март 2009.                   | 3. април 2009.                   | ТБА                             | ТБА                             |
|        | 3      | 13      | 25. април 2010.                  | 8. август 2010.                  | ТБА                             | ТБА                             |
|        | 4      | 7       | 11. октобар 2015.                | 1. новембар 2015.                | TBA                             | TBA                             |
|        | 5      | 8       | 14. октобар 2017.                | 15. октобар 2017.                | TBA                             | TBA                             |

## Радња
Биби и Тина су две причљиве, дружељубиве, паметне и драге тинејџерке, које су нераздвојне другарице и обема је страст јахање. Највише на свету воле да лутају заједно и са својим коњима. Сналажљива мала вештица, Биби Блоксберг, никад се ничега не плаши, нарочито ако је суочена са неправдом. Мада је Тина много промишљенија и опрезнија, она никада не оклева да се у авантурама придружи Биби. У заједничким доживљајима важну улогу има Бибина чаробна моћ, иако Биби ову своју посебну способност никада не користи у свакодневном животу, него само у опасним ситуацијама. За викенде и током распуста, Биби често посећује Тину на Мартиновој фарми. Тамо помаже Тининој мами у обављању посла у штали, али им увек остане времена за омиљену забаву: истраживања о животињама и међусобно тркање на коњима. Често им се придружује и Тинин дечко. Догађаји се одигравају у штали и у природи где има свега о чему тинејџери сањају: коњи, јахање, прва љубав и Замак Каунт. Мада је Бибина чаробна моћ увек присутна и без ње је живот девојчица пун фантазије и авантура.

## Ликови
- Биби Блоксберг је 13-годишња девојчица која је у ствари вештица. Има плаву косу и често носи светло-љубичасто одело. Она долази на фарму Мартинових за летњи распуст, и постаје добра јахачица коња. Због тога, она добија свог коња ког стално јаше, Сабрину. Биби често упада у невоље користећи магију.
- Тина Мартин је 13-годишња девојчица, као и Бибина најбоља другарица. Она је црвенокоса девојчица која живи у сиромашној породици. Заљубљена је у принца Алекса фон Фалкенштајна који њу такође воли, али се често љути на њега. Њен коњ је Амадеус.
- Александар "Алес" фон Фалкенштајн је принц из богате пореодице Фалкенштајн. Иако је богат и може да има та год пожели, он ипак воли да се дружи са Тином, која му је девојка, и Биби. Има црну косу и најчешће је одевен у жуту мајцу. Често се трка са Биби и Тином и увек пуде последњи и гаже "Чекајте мене". Његов коњ је Махараџа.
- Сузана Мартин је власница мартинове Фарме, као и Тинина и Роџерова мајка. Она је сиромашна, од кад је њен муж погинуо у несрећи, али увек кад може, омогући Биби, Тини и Рожеру све што пожеле.
- Гроф Фалко фон Фалкенштајн је гроф Фалкенштајна. Има црну косу и бркове, обучен је у тамно црвену и носи монокл. Док је био дечак био је заљубљен у Сузану Мартин, али му је његов отац забрањивао да се виђа са њом.
- Роџер Мартин је тинејџер који живи на Мартиновој фарми, као и Тинин старији брат. Он држи часове јахања коа деци која долазе на Мартинову фарму за распуст.

## Улоге
| Име лика              | Глас                                     | Српски глас (С1)    | Српски глас (С2-5)                           |
| --------------------- | ---------------------------------------- | ------------------- | -------------------------------------------- |
| Биби Блоксберг        | Сузана Бонасевич                         | Дорис Милошевић     | Дорис Милошевић (С2-4) Теодора Миљковић (С5) |
| Тина Мартин           | Дороти Хуго                              | Марија Тодоровић    | Андријана Оливерић                           |
| Алекс фон Фалкенштајн | Свен Харпер                              | Горан Подлипец      | Милан Антонић                                |
| Сузана Мартин         | Ариана Борбач                            | Гордана Јошић Гајин | Андријана Оливерић                           |
| Фалко фон Фалкентајн  | Еберхард Прутер                          | Емил Курцинак       | Марко Марковић                               |
| Роџер Мартин          | Матијас Хинзе (С1) Маријус Кларен (С2-5) | Марко Јанкетић      | Михаило Максимовић                           |
| Дагоберт              | Хелмет Гауб                              | Ненад Хераковић     | Михаило Максимовић                           |
| Фреди                 | Оливер Рохрбек                           | Слободан Нинковић   | Михаило Максимовић                           |
| Доктор Роберт         | Диетмар Вундер                           | Ненад Хераковић     | Марко Марковић                               |